# Ectropina suttoni
Ectropina suttoni là một loài bướm đêm thuộc họ Gracillariidae. Nó được tìm thấy ở Nigeria.